# Antônio José de Carvalho Chaves
Antônio José de Carvalho Chaves (? — ?) foi um militar e político brasileiro. Era tenente-coronel.
Foi presidente da junta governativa da província de Mato Grosso, instalada em 20 de agosto de 1821, de 20 de agosto de 1822 a 30 de julho de 1823.